# Magari
Pour plus de détails, voir Fiche technique et Distribution.
Magari est un film dramatique franco-italien réalisé par Ginevra Elkann et sorti en 2019.
C'est le premier long métrage de la réalisatrice.
Il a été présenté comme film d'ouverture du Festival de Locarno le 7 août 2019, en première mondiale.

## Synopsis
Dans les années 1980, la petite Alma vit à Paris avec ses deux frères un peu plus âgés, sa mère Charlotte et son beau-père Pavel de confession orthodoxe à laquelle elle a converti son compagnon et ses enfants d'extraction catholique. Charlotte, qui attend un nouvel enfant de Pavel, a une grossesse difficile et, après avoir trouvé un arrangement avec son ex-mari Carlo qui vit à Rome, lui envoie les enfants pour qu'ils passent les fêtes de fin d'année à la montagne.
Carlo, un scénariste de film en crise, ayant des problèmes financiers et devant réécrire un travail refusé, emmène les garçons au bord de la mer à Sabaudia avec Benedetta, sa nouvelle partenaire qu'il présente comme une collaboratrice.
La cohabitation donnera lieu à des désaccords entre le père et les enfants, mais finalement, la famille rêvée d'Alma sera « plus ou moins » réunie.

## Fiche technique
Sauf indication contraire, les informations mentionnées dans cette section peuvent être confirmées par la base de données cinématographiques Unifrance,  présente dans la section « Liens externes ».
- Titre original italien : Magari[4]
- Réalisateur : Ginevra Elkann
- Scénario : Ginevra Elkann, Chiara Barzini
- Photographie : Vladan Radovic
- Montage : Desideria Rayner (it)
- Musique : Riccardo Sinigallia (it), Emiliano Di Meo
- Décors : Roberto De Angelis
- Costumes : Sergio Zambon
- Production : Fabio Carlà, Lorenzo Gangarossa, Mario Gianani, Lorenzo Mieli (it), Fabrizio Mosca, Elena Recchia, Paul-Dominique Win Vacharasinthu
- Sociétés de production : Wildside (Rome), Rai Cinema (Rome), Iconoclast Films (Paris)
- Pays de production :  Italie •  France
- Langue originale : italien
- Format : Couleur
- Durée : 104 minutes
- Genre : Drame passionnel
- Dates de sortie :
  - Suisse : 7 août 2019 (Festival du film de Locarno 2019)
  - Italie : 26 novembre 2019 (Festival du film de Turin 2019) ; 26 mars 2020 (sortie nationale)

## Distribution
- Riccardo Scamarcio : Carlo
- Céline Sallette : Charlotte
- Alba Rohrwacher : Benedetta
- Benjamin Baroche : Pavel
- Oro De Commarque : Alma
- Milo Roussel : Sebastian
- Ettore Giustiniani : Jean
- Brett Gelman : Bruce
- Florinda Bolkan : Olga
- Giovanni Visentin (it) : Ugo
- Luigi Catani (it) : Marco

## Exploitation
En raison des mesures de prévention de la pandémie de COVID-19, la distribution en salle ne s'est pas déroulé de manière optimale.
Le film a été distribué et mis à disposition par Rai Cinema en exclusivité sur la plate-forme RaiPlay à partir du 21 mai 2020.

### Accueil critique
Le film a reçu des critiques globalement positives, notamment pour la légèreté et la mélancolie qui imprègnent l'ensemble du film,.